# Спиральная дамба

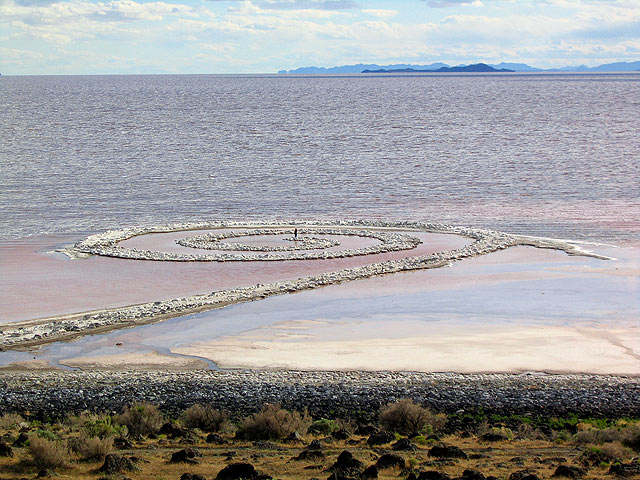
Фото сделано в августе 2006 года. В центре спирали стоит человек

Спира́льная да́мба, реже Спиральный мол или Спиральный причал (англ. Spiral Jetty) — ленд-арт-инсталляция, одна из главных работ американского художника Роберта Смитсона, «икона ленд-арта», «наиболее существенный героический жест пейзажа». Создана в апреле 1970 года у нефтяного месторождения Розел-Пойнт на северном берегу Большого Солёного озера в штате Юта, США.

## Описание
Конструкция изначально была создана из глыб чёрного базальта, ныне её состав естественным образом дополнили грязь и соль. Длина дамбы — 1500 футов (около 450 метров), её ширина — 15 футов (около 4,5 метра), наибольшее удаление от берега — 170 метров. Спираль закручена против часовой стрелки и направлена от берега вглубь озера. В связи с неравномерностью осадков в регионе, спираль иногда полностью погружается под воду, а иногда наоборот окружается сушей. Первоначально спираль выглядела чёрной на кроваво-красном фоне, ныне, в связи с обрастанием солью, выглядит чёрно-белой на розовом.
С течением времени, в связи с хождением по насыпи туристов, в связи с периодическими затоплениями конструкции, дамба понемногу разрушается. При этом автор сооружения всегда выражал восхищение энтропией, то есть и сам был не против постепенного уничтожения всего, в том числе и им созданного.
В 2008 году стало известно о планах по бурению неподалёку (примерно в 8 километрах) от конструкции. Эта новость вызвала сильное негодование среди художников, на электронную почту администрации штата по этому поводу пришло более 3000 писем, в основном с просьбой запретить эти работы.
В год создания Дамбы в Большом Солёном озере был аномально низкий уровень воды, и на тот момент высота спирали над уровнем воды была 1,28 метра. В 1972 году, через два года после постройки, уровень воды вернулся в норму и даже зачастую был выше неё, поэтому на протяжении трёх десятилетий Спиральная дамба показывалась из воды нечасто и ненадолго. С 2002 года Спираль бо́льшую часть времени легко доступна для туристов, по последней информации на сентябрь 2014 года дамба находилась заметно выше уровня воды, так как уровень озера был 1277,95 метра над уровнем моря — минимум за 167 лет.
Часть денег на сооружение скульптуры в размере 9000 долларов дала нью-йоркская галерея Virginia Dwan. Также она ежегодно в течение 20 лет выплачивала по 100 долларов (позднее — по 160 и по 250) за аренду 10 акров земли, на которой расположена скульптура. С 1999 года композицию арендовал фонд «Dia Art». С июня 2011 года Спиральная дамба перешла во владение штату Юта.

## Создание
Смитсон выбрал именно это место для своей спирали в связи с красным оттенком воды здесь, что вызвано наличием бактерий и водорослей, прекрасно чувствующих себя при огромной солёности 27 %, обычной в этой части озера. Данным контрастом цветов художник хотел дать отсылку на возникновение жизни. Также на выбор этого места повлияли явно анти-пасторальная красота: промышленные остатки Национальной исторической местности «Золотой костыль» (в 24 километрах), старый причал и несколько неиспользуемых нефтяных буровых установок поблизости. Осматривая строящуюся конструкцию с вертолёта, Смитсон сказал: «И в Юте я», перефразировав крылатое латинское изречение, послужившее мотивом многих произведений живописи и литературы XVII—XIX веков, Et in Arcadia ego.
Для установки камней в озере Смитсон использовал два самосвала, большой трактор и карьерный погрузчик: всего в Большое Солёное озеро было перемещено 6650 тонн камней и земли. У художника возникли некоторые разногласия с подрядчиком по поводу создания столь необычной конструкции. «Спиральная дамба» стала первой работой автора, для которой потребовалось улаживать вопросы прав на землю и наличие тяжёлой техники для перемещения земли. На создание композиции ушло шесть дней.

### Фильмы
Во время строительства своей Дамбы Смитсон написал сценарий и снял 32-минутный цветной документальный фильм, рассказывающий о создании этой работы. Деньгами в этом ему помогла та же нью-йоркская галерея Virginia Dwan. Оператором ленты выступила жена Роберта, Нэнси Холт, которая также как и её муж была художником — скульптором необычных художественных инсталляций. В этой картине Смитсон показал зрителю свой интерес не только к созиданию, но и к геологии, палеонтологии, астрономии и мифологии. Особенностями фильма является то, что из него очень сложно что-либо узнать о самом Смитсоне: кто он такой, зачем он это сделал и почему именно в этом месте. Слова Смитсона — рассказчика за кадром — двусмысленны и их тяжело связать с происходящим на экране, а зачастую они и вовсе не слышны, так как тонут в других звуках (при этом в общем лента технически весьма удачна).
В 2007 году режиссёр Джеймс Беннинг снял биографический фильм «Бросая взгляд» (англ. Casting a Glance), в котором рассказал о Роберте Смитсоне вообще и о его работе «Спиральная дамба» в частности. Обозреватель Алексей Тютькин на сайте cineticle.com так пишет в обзоре к этой ленте: «запечатлённые виды выполненной Смитсоном Спиральной дамбы способны обрушить гору смысла, которая может оказаться неподъёмной»; «раньше время боялось пирамид, теперь оно боится Спиральной дамбы — она погружается в воду, появляется на поверхности, блестит бриллиантами выпавшей в осадок соли, безмятежно покоится под снегом. Даже если прилив сровняет с дном её очертания, то останется след Дамбы, палимпсест каменного завитка на красной солёной воде»; «Дамба свидетельствует о существовании времени»; «Спиральная дамба — это взлётная полоса в Ничто, а человек, прошедший её до конца, видит то же самое, что и в начале: воду, хлопья пены, соль, базальтовые глыбы. Этот внешний путь ни к чему не приводит — идти по Дамбе или смотреть „бросая взгляд“ нужно во внутреннем пространстве, измерении мышления»; «нужно было выстроить Дамбу, чтобы, задавая вопрос о времени, она стала вопросительным знаком и одновременно зарубкой, за которую зацепится взгляд»; «в Спиральной дамбе свёрнуто время, которое больше человеческого, и она даёт понять это весьма чётко — это время, перед которым всё становится маленьким и незначительным»; «Спиральную дамбу не может выпрямить ни ветер, ни тектонические движения плит, ни настойчивые отливы и приливы. Она может показаться завитком скрипки, свёрнутой плетью, женским локоном из хичкоковского „Головокружения“, тугим листом папоротника — это та пружина, которая, выпрямившись, устремляет взгляд в область мышления, и оно постоянно остаётся с этой загадкой-незагадкой, а затем успокаивается, как огонь свечи в бесконечном безветрии. И остаётся лишь Дамба и человек, Дамба и зритель, Дамба и взгляд».